# جورجینا کارراس
جورجینا کارراس (انگلیسی: Georgina Carreras؛ زادهٔ ۹ ژوئن ۱۹۸۹) بازیکن فوتبال اهل اسپانیا است.
از باشگاه‌هایی که در آن بازی کرده‌است می‌توان به باشگاه فوتبال زنان اتلتیکو مادرید و باشگاه فوتبال زنان والنسیا اشاره کرد.
وی همچنین در تیم‌های ملی فوتبال زنان اسپانیا و Catalonia women's national football team بازی کرده‌است.